# Эффективность интернет-рекламы
Эффективность интернет-рекламы является одним из предметов анализа интернет-маркетинга.

## Показатели эффективности
Первичными показателями, используемыми при оценке посещаемости рекламируемого сайта и анализе эффективности интернет-рекламы, являются хит (или посещаемость — запрос к веб-серверу для получения файла) и хост (уникальный компьютер, выдающий эти запросы к веб-серверу).
Число хитов на сайте в единицу времени даёт возможность оценки рекламной мощности сайта.
Для специалиста по интернет-рекламе хост — это пользователь, просматривающий страницы (делающий хиты). С уникальным пользователем ассоциируется уникальный IP-адрес компьютера, с которого выполняется доступ.
Кроме хитов и хостов, для оценки эффективности рекламы анализируют воздействие рекламного сообщения на аудиторию с помощью относительных показателей CTR, CTB, CTI.
CTR (англ. Click-Through Rate) — основной показатель эффективности интернет-рекламы (синоним — кликабельность, по-русски может называться «откликом»):
{\displaystyle CTR={\frac {N_{click}}{N_{view}}}\cdot 100\%}
где {\displaystyle N_{click}} — количество нажатий на рекламное сообщение, {\displaystyle N_{view}} — количество показов рекламного сообщения посетителю веб-сайта.
CTR измеряется в процентах и является важным показателем эффективности работы рекламного сообщения.
При анализе эффективности следует иметь в виду, что, к примеру, для имиджевой рекламы значение CTR гораздо менее существенно, чем количество показов и внимание пользователей, поэтому для анализа эффективности требуются и другие параметры.
CTB (англ. Click-To-Buy) — показатель эффективности интернет-рекламы, измеряемый как отношение
{\displaystyle CTB={\frac {N_{clients}}{N_{visitors}}}\cdot 100\%}
Показатель CTB отражает конверсию посетителей ({\displaystyle N_{visitors}}) в покупателей ({\displaystyle N_{clients}}), его иногда называют коэффициентом конверсии.
CTI (англ. Click-To-Interest) — показатель эффективности интернет-рекламы, измеряемый как отношение
{\displaystyle CTI={\frac {N_{interest}}{N_{visitors}}}\cdot 100\%}
Заинтересованным ({\displaystyle N_{interest}}) считается тот посетитель сайта, который пролистал несколько его страниц, либо вернулся сюда снова, либо запомнил адрес сайта и факт его существования.
CTR зависит от вида рекламного сообщения и обстоятельств его показа. CTB и CTI зависят от многих параметров, среди которых глубина просмотра веб-сайта, а также соотношение новых и вернувшихся пользователей. Все приведенные выше показатели эффективности сочетают друг с другом, они могут быть исследованы и как самостоятельные показатели. На основании их изменения во временном промежутке могут быть сделаны выводы об эффективности либо неэффективности проведённых изменений в рекламной кампании.
VTR (View-Through-Rate) — показатель субъективной привлекательности рекламного средства, оценивается как процентное соотношение числа просмотров к числу показов рекламного сообщения, а также служит оценкой числа осуществившихся рекламных контактов.
Не менее важно оценивать влияние рекламной кампании на объём и структуру аудитории сайта (количественные характеристики: максимальная аудитория, нерегулярная аудитория и т. д.).

## Где брать данные?
В настоящее время выбор средств в рунете для подсчета необходимых показателей ограничивается только показателями счётчиков, установленных на сайте веб-издателя. С помощью счётчиков можно определить:
- посещаемость ресурсов, где размещается рекламное сообщение;
- целый ряд данных по посещаемости рекламируемого сайта.

В последнем случае альтернативой счетчику может являться анализ логов сервера (при наличии специальных программ).
Кроме того, часть данных по рекламной кампании поступает непосредственно от сайтов, размещающих у себя рекламное сообщение. Это:
- график и схема размещения;
- количество показов, кликов (как минимум, с разбивкой по каждому из дней, по каждому из рекламных сообщений, по каждой схеме размещения), CTR;
- дополнительные данные. Это информация, полученная о посетителях, собранная в базу данных (к примеру, анкеты, регистрация, база IP-адресов и т. п.).

Внутри компании рекламодатель сам может проводить анализ звонков, поступающих заявок, покупок, контрактов и т. п.

## Изучение рекламных площадок
В каталоге рекламных площадок рекламодатель имеет доступ к информации: посещаемость сайта, его индекс цитирования, рейтинг в системе, стоимость рекламных мест, количество партнеров ресурса в системе. Это позволит оценить будущую эффективность рекламного сообщения.
Для проведения эффективной рекламной кампании необходимо в кратчайшие сроки найти площадки, удовлетворяющие заданным критериям.

## Маркетинговая позиция
Оценка эффективности интернет-рекламы включает технические, экономические, организационные и другие аспекты. По каждому критерию эффективности в ходе рекламной кампании проводятся оценки и в соответствии с ними принимаются необходимые меры по корректировке, развитию и совершенствованию системы маркетинга. В соответствии с этим выделяют следующие группы параметров эффективности:
- Экономические. Оценка экономической эффективности выбранного варианта построения маркетинговой системы предприятия.
- Организационные. Степень интеграции новой информационной системы с существующей системой. Степень интеграции новой информационной системы с существующей деятельностью предприятия.
- Маркетинговые. Эффективность проведения маркетинговой программы реализации и продвижения веб-сайта в Интернете. Эффективность использования веб-маркетинга.